# Palatul Prezidențial din Vientiane
Palatul Prezidențial din Vientiane este reședința oficială a președintelui Laosului care deține și poziția de Secretar General al Partidului Revoluționar Popoular Lao. Este situat pe partea vestică a râului Mekong din capitala Vientiane.
Situat în apropierea Templului Sisaket  la intersecția dintre Bulevardul Lane Xang și Strada Settathirath, clădirea a fost începuta în 1973 de către Guvernul Regal Lao, pe locul unde s-a aflat reședința regală. Acesta a fost proiectat de arhitectul local, Khamphoung Phonekeo, dar din cauza schimbărilor politice prilejuite de preluarea puterii de către partidul comunist Pathet Lao în 1975, clădirea nu a fost finalizată decât mult mai târziu. Palatul Prezidențial a fost deschis în 1986 și chiar și atunci doar ca loc unde lucrează funcționari guvernamentali și unde se desfășoara diverse ceremonii. Clădirea este închisă pentru public. Este un punct de reper bine-cunoscut pentru impozanta, dar eleganta arhitectură Beaux-Arts completată cu colonade înalte și balcoane umbrite. Clădirea este înconjurată de peluze bine îngrijite și grădini, îngrădite de ziduri înalte și de o poartă de fier forjat. Palatul Prezidential nu trebuie confundat cu reședința oficială a președintelui Lao, care se află în suburbia Vientiane Ban Phonthan. Palatul este luminat seara și oferă o mare oportunitate pentru fotografia de noapte.